# Radon-Riesz-Eigenschaft
Die Radon-Riesz-Eigenschaft, benannt nach Johann Radon und Frigyes Riesz, ist eine im mathematischen Teilgebiet der Funktionalanalysis betrachtete Eigenschaft von normierten Räumen. Sie beschreibt einen Zusammenhang zwischen schwach-konvergenten und norm-konvergenten Folgen. 
Andere Bezeichnungen sind Kadets-Klee-Eigenschaft, nach M. I. Kadets und Victor Klee oder einfach Eigenschaft (H), was ursprünglich einer alphabetischen Aufzählung von Eigenschaften entstammt und z. B. im unten angegebenen Lehrbuch vom Mahlon Day verwendet wird.

## Definition
Ein normierter Raum {\displaystyle (X,\|\cdot \|)} hat die Radon-Riesz-Eigenschaft, wenn er folgende Bedingung erfüllt: Ist {\displaystyle (x_{n})_{n\in \mathbb {N} }} eine Folge in diesem Raum, die schwach gegen ein {\displaystyle x\in X} konvergiert und für die {\displaystyle \|x_{n}\|\rightarrow \|x\|} gilt, so folgt bereits {\displaystyle \|x_{n}-x\|\rightarrow 0}.
Man nennt den Raum in diesem Fall auch einen Radon-Riesz-Raum.

## Beispiele
- Jeder Raum mit der Schur-Eigenschaft hat die Radon-Riesz-Eigenschaft, da bei ersterer schon  aus dem Vorliegen der schwachen Konvergenz der Folge allein die Normkonvergenz folgt.
- Ist {\displaystyle (\Omega ,{\mathfrak {S}},\mu )} ein Maßraum mit positivem Maß und ist {\displaystyle 1<p<\infty }, so hat der Lp-Raum {\displaystyle L^{p}(\Omega ,{\mathfrak {S}},\mu )} die Radon-Riesz-Eigenschaft. Diese von J. Radon und F. Riesz bewiesene Aussage ist auch als Satz von Radon-Riesz bekannt, woraus sich die spätere Benennung dieser Eigenschaft ergab.
- Jeder gleichmäßig konvexe Raum, sogar jeder lokal gleichmäßig konvexe Raum hat die Radon-Riesz-Eigenschaft.[3] Da die Lp-Räume gleichmäßig konvex sind, verallgemeinert dies das vorangegangene Beispiel. Insbesondere hat jeder Hilbertraum die Radon-Riesz-Eigenschaft.
- Stark konvexe Räume haben die Radon-Riesz-Eigenschaft.
- Es gibt Banachräume mit der Radon-Riesz-Eigenschaft, die nicht strikt konvex sind. Dazu renormiere man den Folgenraum {\displaystyle \ell ^{p}} für ein {\displaystyle 1<p<\infty } durch {\displaystyle \|(\alpha _{n})_{n}\|:=\max\{|\alpha _{1}|,\|(0,\alpha _{2},\alpha _{3},\ldots )\|_{p}\}}. Der Banachraum {\displaystyle (\ell ^{p},\|\cdot \|)} ist dann ein Beispiel der gewünschten Art.[4]
- Der Folgenraum {\displaystyle c_{0}} der Nullfolgen mit der Supremumsnorm {\displaystyle \|\cdot \|_{\infty }} hat nicht die Radon-Riesz-Eigenschaft. Bezeichnet {\displaystyle e_{n}} die Folge, die an der n-ten Stelle eine 1 und sonst überall eine 0 hat, so gilt offenbar {\displaystyle e_{1}-e_{n+1}\rightarrow e_{1}} schwach und {\displaystyle 1=\|e_{1}-e_{n+1}\|_{\infty }\rightarrow \|e_{1}\|_{\infty }=1}, aber wegen {\displaystyle \|(e_{1}-e_{n+1})-e_{1}\|_{\infty }=1} liegt keine Normkonvergenz vor.

## Charakterisierung
Man erhält eine äquivalente Formulierung, indem man die Vektoren in der Definition der Radon-Riesz-Eigenschaft auf solche der Länge 1 einschränkt. Bezeichnet {\displaystyle S_{X}} die Einheitssphäre {\displaystyle \{x\in X;\,\|x\|=1\}} eines normierten Raums {\displaystyle X}, so gilt:
- Ein normierter X hat genau dann die Radon-Riesz-Eigenschaft, wenn für jede Folge {\displaystyle (x_{n})_{n\in \mathbb {N} }} in {\displaystyle S_{X}}, die schwach gegen ein {\displaystyle x\in S_{X}} konvergiert, bereits {\displaystyle \|x_{n}-x\|\rightarrow 0} folgt.

Ist die relative schwache Topologie auf beschränkten Mengen metrisierbar, zum Beispiel wenn der Dualraum separabel ist, so bedeutet das, dass die schwache Topologie und die Normtopologie auf der Einheitssphäre übereinstimmen.